# Западно-Гренландское течение
Западно-Гренландское течение — тёплое течение Атлантического океана.
Протекает в северном направлении в морях Лабрадор и Баффина и проливе Дэвиса вдоль юго-западного и западного берегов Гренландии. Начинается течение у мыса Фарвелл при смешивании вод течения Ирмингера и Восточно-Гренландского течения.
Скорость течения колеблется от 0,9 до 1,9 км/ч.